# Slovenský kopov
Slovenský kopov är en hundras från Slovakien, som även har kallats slovakisk stövare. Rasen har historiskt främst använts för att jaga vildsvin och detta är fortfarande dess främsta signum som jakthund. Den är även ofta en bra eftersökshund.
Slovenský kopov tros vara besläktad med drivande hundar från Polen, Ungern och Balkan. År 1936 hölls en mönstring för att identifiera rastypiska individer. År 1963 erkändes rasen av Fédération Cynologique Internationale (FCI). I Sverige registrerades den 2002. 
Slovenský kopov är svart med roströda tecken (black and tan). Hanhundarna har en mankhöjd på 45–50 centimeter och tikarna har en mankhöjd på 40–45 centimeter. Den är en uthållig och robust jakthund, självständig samtidigt som den är lyhörd för sin förare.